# الکساندر پتوشکو
الکساندر پتوشکو (روسی: Алекса́ндр Луки́ч Птушко́؛ ۱۹ آوریل [سبک قدیمی: ۶ آوریل] ۱۹۰۰ – ۶ مارس ۱۹۷۳) کارگردان فیلم، فیلم‌نامه‌نویس، فیلم‌بردار، پویانما و متخصص جلوه‌های ویژه اهل روسیه بود.
از فیلم‌ها یا مجموعه‌های تلویزیونی که وی در آن‌ها نقش داشته‌است می‌توان به زویا اشاره نمود.
وی همچنین برندهٔ جوایزی همچون هنرمند مردمی جمهوری شوروی فدراتیو سوسیالیستی روسیه و جایزه هنرمند مردمی اتحاد جماهیر شوروی شده‌است.